# Гимн Башкортостана
Госуда́рственный гимн Респу́блики Башкортоста́н (баш. Башҡортостан Республикаһының дәүләт гимны) — один из официальных символов Республики Башкортостан. Утверждён 18 сентября 2008 года.

## История
Государственный гимн Республики Башкортостан впервые был утверждён Законом РБ «О Государственном гимне Республики Башкортостан» от 12 октября 1993 года. Музыкальное произведение «Республика», позже ставшее гимном, было написано композитором Ф. Ф. Идрисовым 11 октября 1990 года. В музыку гимна вошла тема башкирской народной песни «Урал».
6 июля 1999 года был утверждён Закон «О государственной символике Республики Башкортостан», в котором был изложен порядок исполнения и использования государственного гимна республики.
Исполняется во время открытия и закрытия торжественных собраний и заседаний, посвящённых государственным праздникам Башкортостана и Российской Федерации; после принесения присяги при вступлении в должность главы Башкортостана; во время открытия и закрытия заседаний Государственного Собрания — Курултая Республики Башкортостан, представительных органов муниципальных образований; во время официальной церемонии подъёма флага Башкортостана и других официальных церемоний, проводимых органами государственной власти республики; во время церемоний встречи и проводов посещающих Республику Башкортостан с официальным визитом глав иностранных государств и глав правительств иностранных государств и других случаях, предусмотренных законом.
Гимн может исполняться на государственных языках Башкортостана — на башкирском и русском языках, в оркестровом, хоровом, оркестрово-хоровом либо ином вокальном и инструментальном варианте, а также с использованием средств аудио- и видеозаписей, теле- и радиотрансляций.